# رابرت رایان
رابرت بوشنل رایان (انگلیسی: Robert Bushnell Ryan؛ ۱۱ نوامبر ۱۹۰۹ – ۱۱ ژوئیه ۱۹۷۳) یک بازیگر اهل ایالات متحده آمریکا بود.

## فیلم‌شناسی
زنی در ساحل
- دستکش‌های طلایی
- پلیس سوار شمال غربی
- ملکهٔ تبهکاران
- پشت آفتاب تابان
- پلی برای فردا
- آسمان مرز است
- سرگرد آهنین
- رفیق مهربان
- زنی در ساحل
- در خط آتش (آتش متقاطع)
- پسری با موهای سبز
- من با یک کمونیست ازدواج کردم
- خشم مخفی
- اعمال خشونت
- به فردا امیدی نیست
- بهترین ادم بد
- افق‌های غرب (۱۹۵۲)
- برخورد در شب (۱۹۵۲)
- تصادف در شهر
- شهر زیر دریا
- مهمیز برهنه
- دریاهای الاسکا
- روز بد در بلک راک
- خانهٔ
- مردان قدبلند
- بازگشت از ابدیت
- یک وجب خاک خدا
- روز یاغی
- قصر یخی (فیلم ۱۹۶۰)
- کانادایی‌ها
- شاه شاهان
- بیلی باد
- طولانی‌ترین روز
- بازی کثیف
- حرفه ای‌ها
- نبرد بالنج
- آدم فضول
- دوازده مرد خبیث
- ساعت اسلحه
- کاستر در غرب
- انزیو
- این گروه خشن
- کاپیتان نمو و شهر زیر دریا
- مرد قانون
- امید به مرگ
- عملیات اجرایی
- گروه
- صحنه‌سازی